# Catacombe di Odessa

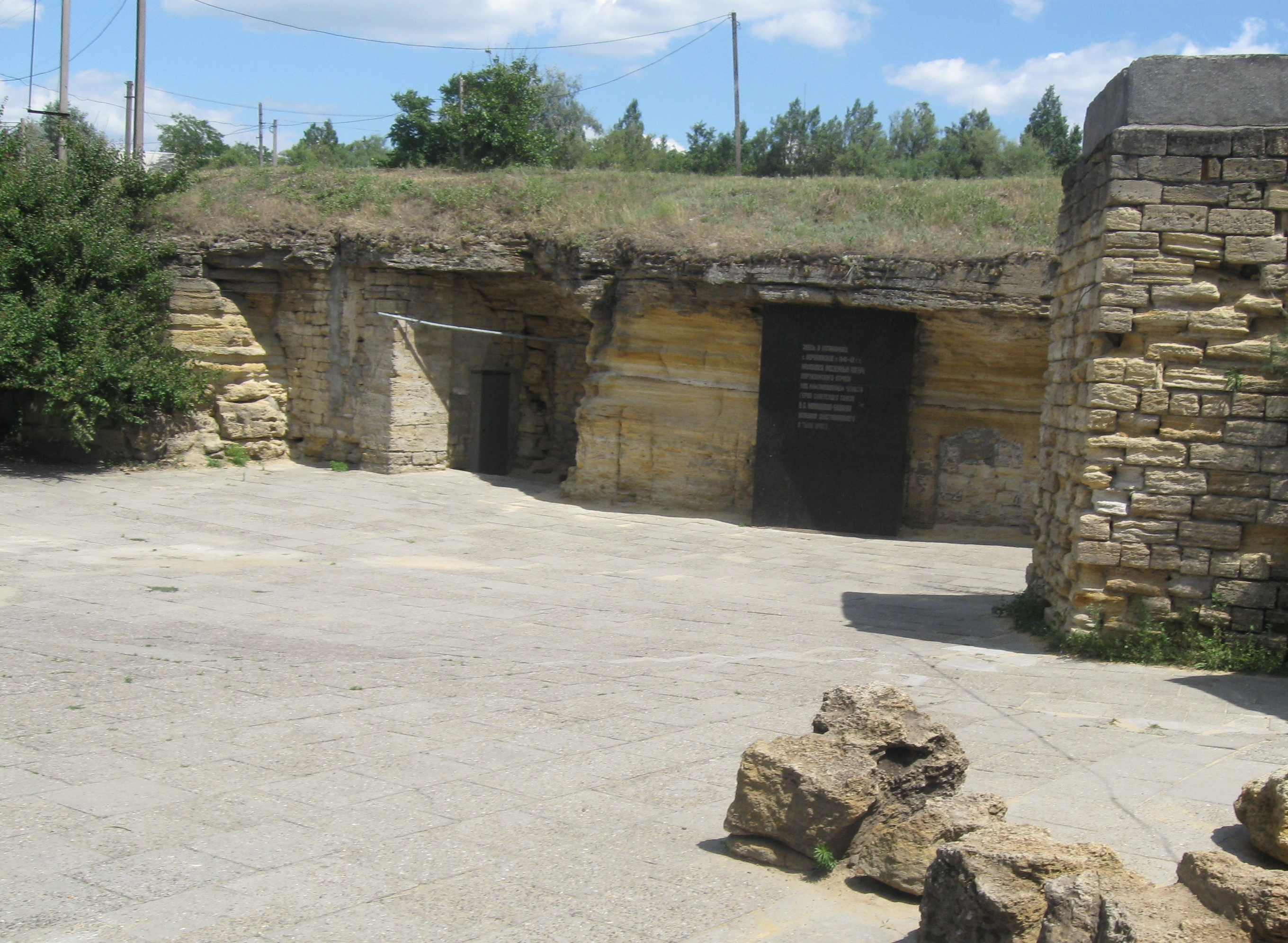
Una delle entrate principali per i visitatori delle catacombe di Odessa

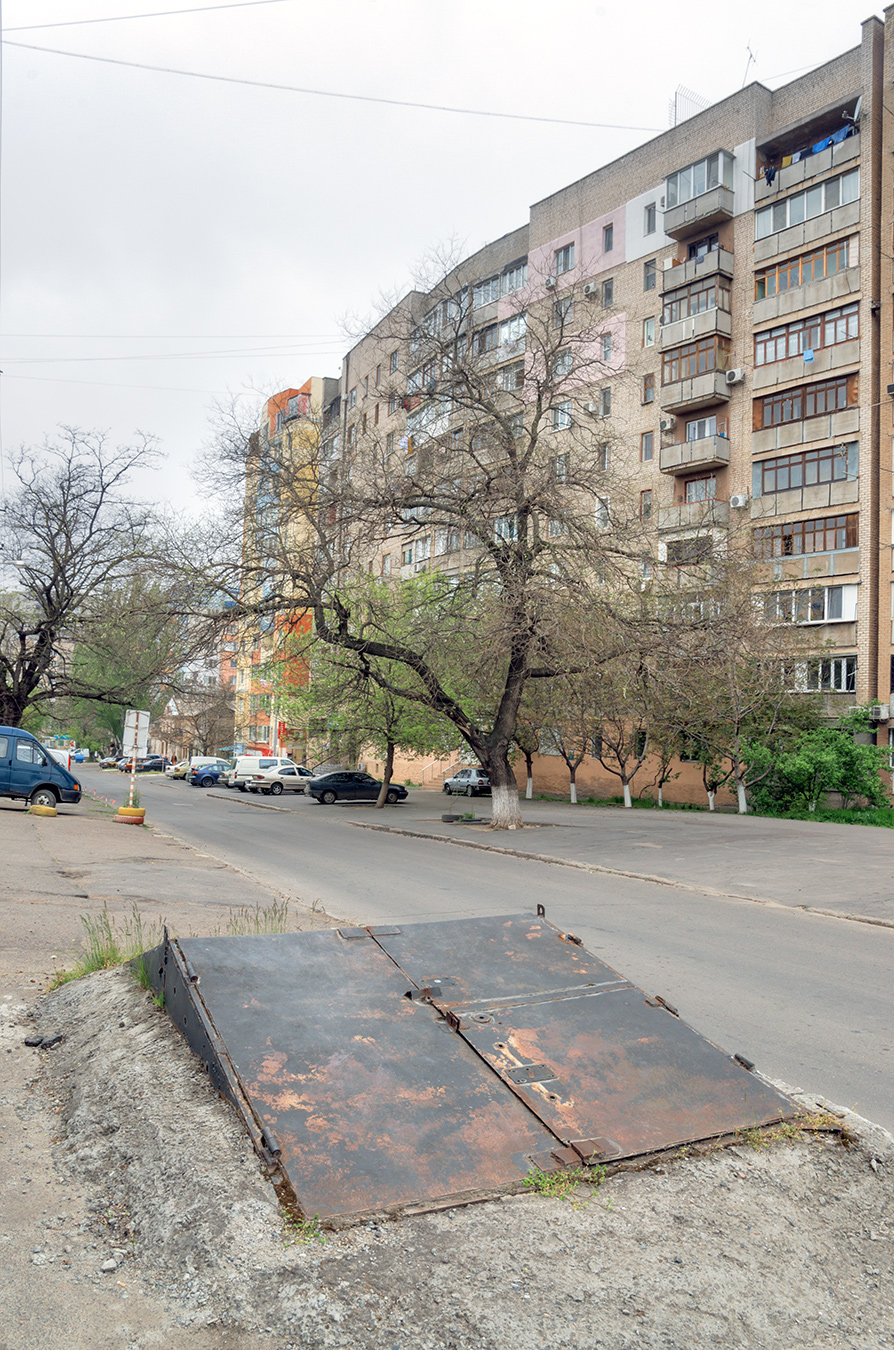
Ingresso alle catacombe in via Kartamyševs'ka

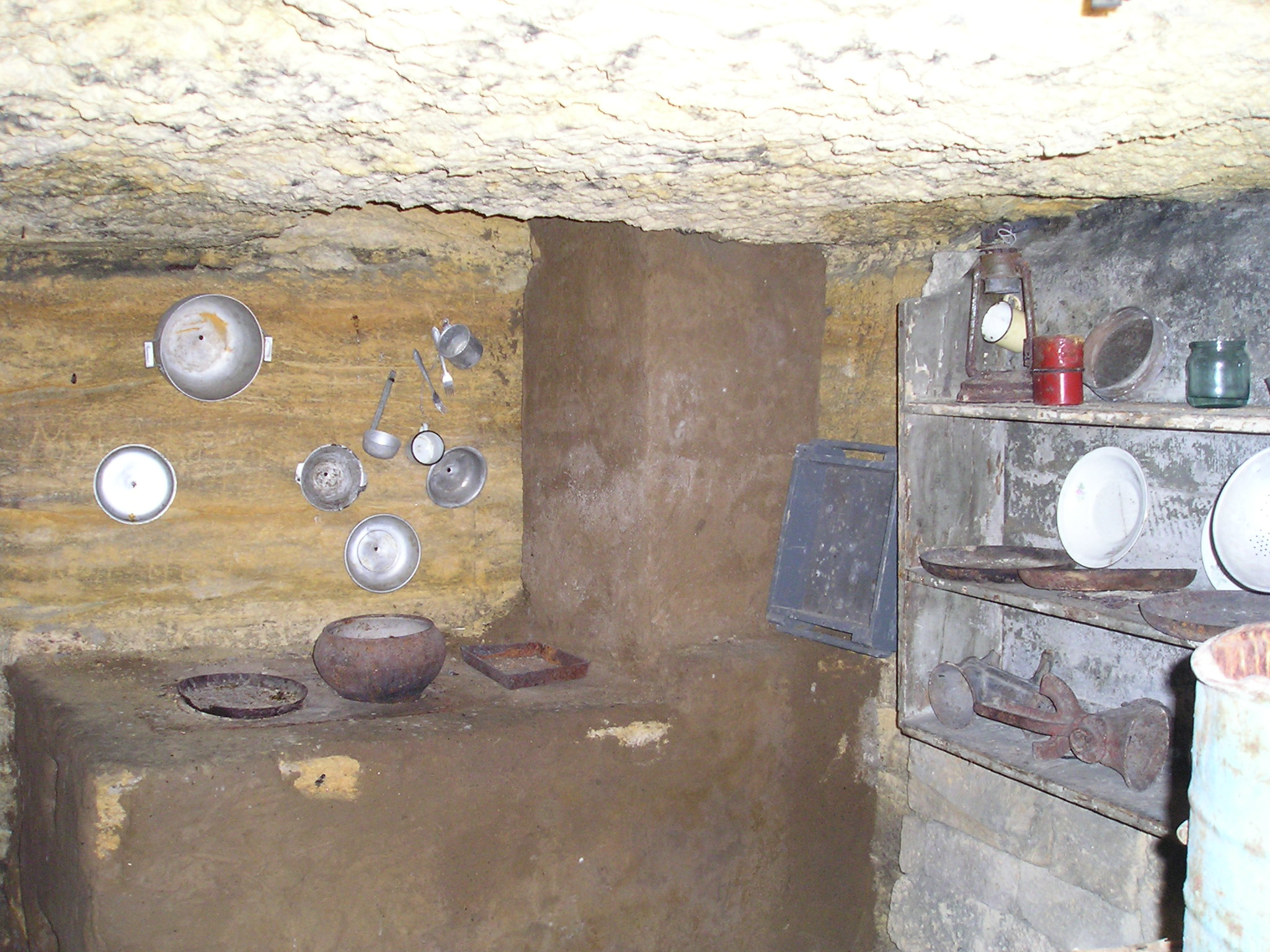
La cucina dei partigiani sovietici all'interno delle catacombe di Odessa

Le cosiddette catacombe di Odessa (in ucraino Одеські катакомби?, Odes'ki katakomby; in russo Одесские катакомбы?, Odesskie katakomby) costituiscono una serie di cunicoli sotterranei, in origine adibiti a miniera, della lunghezza complessiva di circa 2500-3000 km situati nella città e nella regione di Odessa, in Ucraina, e scavati in gran parte tra la fine del XVIII secolo e il 1917. Si tratta della rete sotterranea più grande del mondo.

## Storia
Gli scavi nel sottosuolo di Odessa iniziarono subito dopo la fondazione della città, che risale al 1794. Gli scavi servirono in origine per estrarre l'arenaria adibita alla realizzazione delle facciate delle case, in particolare tra gli anni trenta e gli anni sessanta del XIX secolo.
Nel corso della seconda guerra mondiale, per circa 2 anni e mezzo trovavano nascondiglio nei cunicoli i partigiani sovietici, in particolare le truppe comandate dal capitano Vladimir Molodcov. Pare che fossero utilizzati anche dai Nazisti per occultare i corpi dei partigiani sovietici da loro uccisi.
In seguito, negli anni cinquanta del XX secolo, le miniere all'interno dei cunicoli vennero completamente dismesse. Con la dismissione delle miniere, la rete sotterranea di Odessa iniziò a servire come rete idrica.
A partire dagli anni sessanta, la rete sotterranea di Odessa iniziò a diventare un luogo da esplorare per dei visitatori improvvisati. Vennero inoltre utilizzate come luogo di riparo dai senzatetto o come un rifugio dai criminali.
Sempre nel corso degli anni sessanta, venne realizzato all'interno delle catacombe un museo dedicato alla resistenza sovietica.

## Descrizione
Alle catacombe danno accesso circa un migliaio di entrate. I cunicoli hanno una profondità che va dai 4 ai 30-35 metri.
Al loro interno, trova posto, tra l'altro, un bunker antiatomico risalente al periodo della guerra fredda.
Nel villaggio di Nerubajs'ke, nei pressi della città di Odessa, si trova poi il Museo della gloria partigiana, realizzato all'interno di una parte dei cunicoli: il museo riproduce, attraverso l'utilizzo di manichini, la vita dei soldati all'interno delle "catacombe" nel corso della seconda guerra mondiale.

## Leggende metropolitane
Sulle catacombe di Odessa sono circolati vari racconti su persone scomparse al loro interno e la cui veridicità non è stata mai accertata.
Tra queste, molte speculazioni sul web sono state fatte riguardo alla storia di Maša, una ragazza che si sarebbe introdotta nelle catacacombe assieme a degli amici la notte di Capodanno del 2005 senza più farvi ritorno.

## Filmografia
Nel 1912 è stato girato il film Le catacombe di Odessa (Одесские катакомбы, Odesskie katakomby).